# Takydromus hani
Takydromus hani là một loài thằn lằn trong họ Lacertidae. Loài này được Chou, Truong & Pauwels mô tả khoa học đầu tiên năm 2001.